# آق‌سو، قزاقستان
آق‌سو (به لاتین: Aksu, Kazakhstan) که معنای لغوی آن رود سفید است، نام یک شهر در قزاقستان است که در استان پاولودار واقع شده‌است.

## خصوصیات
آق‌سو ۶۹٬۳۵۴ نفر جمعیت دارد.